# Liste von Burgen und Schlössern in Schlesien
Die Liste von Burgen und Schlössern in Schlesien enthält Schlösser, Burgen und Ruinen in der historischen Region Schlesien.
Erläuterung:
Woiwodschaft NS = Niederschlesien, OP = Oppeln, OS = Oberschlesien, LB = Lebus
| Name                                                                                      | Ort                                                                                    | Woiw. | Baustil                                                         | Lage und Anmerkungen | Bild                     |
| ----------------------------------------------------------------------------------------- | -------------------------------------------------------------------------------------- | ----- | --------------------------------------------------------------- | --- | ------------------------ |
| Schloss Adelsbach (Pałac Struga)                                                          | Struga (Adelsbach), Gemeinde Stare Bogaczowice (Altreichenau)                          | NS    |                                                                 | Lage |                          |
| Schloss Alt-Tarnowitz (Zamek w Starych Tarnowicach, Zamek Wlodyków)                       | Stare Tarnowice (Alt Tarnowitz bei Tarnowitz)                                          | OS    | Klassizismus                                                    | Lage |                          |
| Schloss Alt Warthau (Zamek w Warcie Bolesławieckiej)                                      | Warta Bolesławiecka (Alt Warthau bei Bunzlau)                                          | NS    | Renaissance                                                     | Lage |                          |
| Schloss Alt Wohlau (Pałac Stary Wołów)                                                    | Stary Wołów (Alt Wohlau), OT von Wołów (Wohlau)                                        | NS    |                                                                 | Lage |                          |
| Schloss Annaberg (Pałac w Chałupkach – Zamek Bogumiński)                                  | Chałupki (Annaberg bei Oderberg)                                                       | OS    | Barock                                                          | Lage |                          |
| Schloss Arnsdorf bei Polkwitz (Pałac Kaźmierzów)                                          | Kaźmierzów (Arnsdorf), Gemeinde Polkowice (Polkwitz)                                   | NS    |                                                                 | Lage |                          |
| Schloss Arnsdorf (Pałac Miłków)                                                           | Miłków (Arnsdorf)                                                                      | NS    |                                                                 | Lage Schloss der Grafen Schmettau |                          |
| Schloss Aslau (Pałac Osła)                                                                | Osła (Aslau), Gemeinde Gromadka (Gremsdorf)                                            | NS    |                                                                 | Lage |                          |
| Schloss Auras (Zamek w Urazie)                                                            | Uraz (Auras bei Breslau)                                                               | NS    |                                                                 | Lage Schlossruine |                          |
| Herrenhaus Bansau (Pałac Bądzów)                                                          | Bądzów (Bansau), Gemeinde Jerzmanowa (Hermsdorf)                                       | NS    |                                                                 | Lage |                          |
| Schloss Baranowitz (Pałac Baranowice)                                                     | Baranowice (Baranowitz), OT von Żory (Sohrau)                                          | OS    |                                                                 | Lage |                          |
| Schloss Nieder Baumgarten (Pałac Sady Dolne)                                              | Sady Dolne (Nieder Baumgarten), Gemeinde Bolków (Bolkenhain)                           | NS    |                                                                 | Lage |                          |
| Burg Bendzin (Królewski Zamek Będziński)                                                  | Będzin (Bendzin), historisch in Kleinpolen                                             | OS    |                                                                 | Lage |                          |
| Schloss Bernstadt (Pałac Bierutów)                                                        | Bierutów (Bernstadt in Schlesien)                                                      | NS    | Renaissance                                                     | Lage nur Toranlage und Schlossturm erhalten                                                                                              |                          |
| Schloss Bestwina (Pałac Habsburgów Bestwina)                                              | Bestwina bei Bielitz, historisch in Galizien                                           | OS    | Klassizismus                                                    | Lage Habsburg-Schloss von 1826 |                          |
| Schloss Bielitz (Zamek książąt Sułkowskich Bialsko-Biala)                                 | Bielsko-Biała (Bielitz-Biala)                                                          | OS    |                                                                 | Lage |                          |
| Schloss Biala (Dwór Lipnicki – Zamek Biała)                                               | Biała Krakowska, Bielsko-Biała (Bielitz-Biala)                                         | OS    |                                                                 | Lage |                          |
| Schloss Bischwitz (Pałac Biskupice Podgórne)                                              | Biskupice Podgórne (Bischwitz am Berge), Gemeinde Kobierzyce (Koberwitz)               | NS    | Barock, 18. Jh.                                                 | Lage |                          |
| Schloss Bitschin (Pałac w Bycinie)                                                        | Bycina bei Gleiwitz (Bitschin bei Gleiwitz)                                            | OS    | Barock                                                          | Lage |                          |
| Feste Boberröhrsdorf (Wieża Rycerska w Siedlęcinie)                                       | Siedlęcin (Boberröhrsdorf)                                                             | NS    |                                                                 | Lage Wohnturm (Ritterturm) |                          |
| Schloss Boberstein                                                                        | Bobrów (Boberstein)                                                                    | NS    |                                                                 | Lage Neorenaissance |                          |
| Burg Bobolice (Zamek Bobolice)                                                            | Bobolice bei Niegowa (Bobolitz bei Żarki), historisch in Kleinpolen                    | OS    |                                                                 | Lage |                          |
| Schloss Nieder Bögendorf (Pałac w Witoszowie Dolnym)                                      | Witoszów Dolny (Nieder Bögendorf), Gemeinde Świdnica (Schweidnitz)                     | NS    |                                                                 | Lage |                          |
| Schloss Bohrau (Pałac Borowa)                                                             | Borowa (Bohrau, Kreis Oels), Gemeinde Długołęka (Langewiese)                           | NS    |                                                                 | Lage |                          |
| Bolkoburg (Zamek w Bolkowie)                                                              | Bolków (Bolkenhain)                                                                    | NS    |                                                                 | Lage Burg |                          |
| Bolzenschloss (Zamek Bolczów)                                                             | Janowice Wielkie (Jannowitz)                                                           | NS    |                                                                 | Lage Burgruine |                          |
| Schloss Borin (Pałac Borynia)                                                             | Borynia (Borin) bei Jastrzębie-Zdrój (Bad Königsdorff-Jastrzemb)                       | OS    |                                                                 | Lage |                          |
| Schloss Borkau (Pałac w Borku)                                                            | Borek (Borkau), Gemeinde Głogów (Glogau)                                               | NS    |                                                                 | Lage |                          |
| Schloss Boyadel (Pałac Bojadła)                                                           | Bojadła (Boyadel), historisch in Schlesien                                             | LB    | Barock                                                          | Lage |                          |
| Schloss Brandschütz (Pałac Prężyce)                                                       | Prężyce bei Miękinia (Brandschütz bei Nimkau)                                          | NS    | Neogotik                                                        | Lage |                          |
| Schloss Brauchitschdorf (Pałac Chróstnik)                                                 | Chróstnik (Brauchitschdorf bei Lüben)                                                  | NS    | Barock                                                          | Lage |                          |
| Schloss Braunau (Pałac Brunów)                                                            | Brunów (Braunau) bei Löwenberg in Schlesien                                            | NS    | Barock-Klassizismus                                             | Lage |                          |
| Breslauer Stadtschloss (Pałac Królewski)                                                  | Breslau (Breslau)                                                                      | NS    |                                                                 | Lage |                          |
| Piastenschloss Brieg (Zamek Piastów Śląskich w Brzegu)                                    | Brzeg (Brieg)                                                                          | OP    | Renaissance                                                     | Lage |                          |
| Schloss Briese (Pałac Brzezinka)                                                          | Brzezinka (Briese)                                                                     | NS    | Barock                                                          | Lage |                          |
| Schloss Brunzelwaldau (Pałac Broniszów)                                                   | Broniszów (Brunzelwaldau bei Freystadt), historisch in Schlesien                       | LB    | Barock                                                          | Lage Wasserschloss |                          |
| Schloss Brynnek (Pałac w Brynku)                                                          | Brynek (Brynnek) bei Tworóg (Tworog)                                                   | OS    |                                                                 | Lage |                          |
| Schloss Buchwald (Pałac Bukowiec)                                                         | Bukowiec (Buchwald), OT der Gemeinde Mysłakowice (Zillerthal-Erdmannsdorf)             | NS    |                                                                 | Lage |                          |
| Schloss Cammerau (Pałac Komorów)                                                          | Komorów (Cammerau), Gemeinde Świdnica (Schweidnitz)                                    | NS    |                                                                 | Lage |                          |
| Schloss Carolath                                                                          | Siedlisko (Carolath), historisch in Schlesien                                          | LB    | Renaissance                                                     | Lage nur teilweise erhalten |                          |
| Schloss Carlsruhe                                                                         | Pokój (Carlsruhe/OS)                                                                   | OP    | Barock                                                          | Lage Schloss zerstört |                          |
| Schloss Chudow (Zamek Chudów)                                                             | Chudów (Chudow, auch Chutow) bei Gliwice (Gleiwitz), OT von Gierałtowice (Geraltowitz) | OS    | Renaissance                                                     | Lage erbaut 1532, ehemalige Residenz des schlesischen Uradelsgeschlechts Saszowski von Geraltowitz, alias Geraltowsky (pl. Gierałtowski) |                          |
| Palais Ciechanowski (Pałac Ciechanowskich)                                                | Grodziec, OT von Będzin (Bendzin)                                                      | OS    | Klassizismus                                                    | Lage |                          |
| Schloss Scheppelwitz (Pałac w Ciepielowicach)                                             | Ciepielowice, OT von Dąbrowa (Dambrau)                                                 | OS    | Klassizismus                                                    | Lage Das Schloss ist heute eine Ruine.                                                                                                   |                          |
| Schloss Czaniec (Dwór obronny w Czańcu)                                                   | Czaniec bei Bielsko-Biała, historisch in Galizien                                      | OS    |                                                                 | Lage |                          |
| Schloss Czechowitz-Dziedzitz (Pałac Kotulińskich Czechowice Górne)                        | Czechowice-Dziedzice (Czechowitz-Dziedzitz)                                            | OS    | Barock                                                          | Lage Kotuliński-Palais |                          |
| Säulen-Palais Czeladz (Pałac pod Filarami)                                                | Czeladź (Czeladz), Kreis Będzin (Bendzin)                                              | OS    | Neoklassizismus, jetzt Saturn-Museum                            | Lage |                          |
| Palais Saturn Czeladz (Pałac pod Filarami)                                                | Czeladź (Czeladz), Kreis Będzin (Bendzin)                                              | OS    | Neoklassizismus, jetzt Römische Thermen                         | Lage |                          |
| Schloss Czernica (Pałac w Czernicy)                                                       | Czernica bei Rybnik                                                                    | OS    | 19. Jahrhundert                                                 | Lage |                          |
| Schloss Czerwentzütz (Pałac Czerwięcice)                                                  | Czerwięcice (Czerwentzütz) bei Rudnik                                                  | OS    | Klassizismus                                                    | Lage |                          |
| Schloss Cziasnau (Pałac Ciasna)                                                           | Ciasna (Cziasnau) bei Lubliniec (Lublinitz)                                            | OS    | Barock                                                          | Lage |                          |
| Schloss Dalkau (Pałac Dalków)                                                             | Dalków (Dalkau), OT von Gaworzyce (Quaritz)                                            | NS    |                                                                 | Lage |                          |
| Schloss Dambrau (Zamek Dąbrowa)                                                           | Dabrowa Niemodlinska (Dambrau)                                                         | OP    | Renaissance                                                     | Lage |                          |
| Schloss Deutsch Wette (Pałac Nowy Świętów)                                                | Nowy Świętów (Deutsche Wette)                                                          | OP    | Barock                                                          | Lage |                          |
| Schloss Dieban (Pałac Dziewin)                                                            | Dziewin bei Ścinawa (Dieban bei Steinau an der Oder)                                   | NS    | Renaissance                                                     | Lage |                          |
| Schloss Dobrau (Pałac Dobra)                                                              | Dobra (Dobrau bei Klein-Strehlitz)                                                     | OP    | Tudorgotik                                                      | Lage |                          |
| Schloss Domanze (Pałac Domanice)                                                          | Domanice                                                                               | NS    | Barock                                                          | Lage |                          |
| Jagdschloss Domatschine (Dom Łowczego – Pałacyk Myśliwski)                                | Domaszczyn (Domatschine), Gemeinde Długołęka (Langewiese)                              | NS    |                                                                 | Lage |                          |
| Schloss Dombrowka (Pałac Dąbrówka Górna)                                                  | Dąbrówka Górna (Dombrowka bei Oppeln)                                                  | OP    |                                                                 | Lage |                          |
| Palais Drahomischl (Pałac Drogomyśl)                                                      | Drogomyśl (Drahomischl) bei Strumień (Schwarzwasser)                                   | OS    |                                                                 | Lage |                          |
| Schloss Dyhernfurth (Pałac Brzeg Dolny)                                                   | Brzeg Dolny (Dyhernfurth)                                                              | NS    | nach französischem Vorbild (Loire-Schlösser)                    | Lage Altes und Neues Schloss (Palais von Hoym)                                                                                           |                          |
| Schloss Dzingelau (Zamek w Dzięgielowie)                                                  | Dzięgielów (Dzingelau)                                                                 | OS    |                                                                 | Lage |                          |
| Wohnturm Eckersdorf (Wieza Rycerska Biestrzyków)                                          | Biestrzyków (Eckersdorf bei Breslau)                                                   | NS    |                                                                 | Lage Wohnturm aus dem 14. Jh. |                          |
| Schloss Eckersdorf (Pałac Bożków)                                                         | Bożków (Eckersdorf bei Neurode)                                                        | NS    | Barock-Klassizismus                                             | Lage |                          |
| Schloss Eichholz (Pałac Warmątowice Sienkiewiczowskie)                                    | Warmątowice Sienkiewiczowskie, OT von Krotoszyce (Kroitsch) (Eichholz bei Liegnitz)    | NS    |                                                                 | Lage |                          |
| Palais Löbbecke Eisersdorf (Pałac w Żelaźnie)                                             | Żelazno (Eisersdorf) bei Kłodzko (Glatz)                                               | NS    |                                                                 | Lage |                          |
| Palais Münchhausen Eisersdorf (Pałac Żelazno)                                             | Żelazno (Eisersdorf) bei Kłodzko (Glatz)                                               | NS    |                                                                 | Lage |                          |
| Schloss Endersdorf (Pałac Jędrzejów)                                                      | Jędrzejów (Endersdorf) bei Grodków                                                     | OP    |                                                                 | Lage |                          |
| Schloss Erdmannsdorf (Pałac w Mysłakowicach)                                              | Mysłakowice (Erdmannsdorf)                                                             | NS    |                                                                 | Lage |                          |
| Schloss Falkenberg (Zamek w Niemodlinie)                                                  | Niemodlin (Falkenberg)                                                                 | OP    | Renaissance                                                     | Lage |                          |
| Schloss Falkenhain (Pałac Sokołowiec Górny)                                               | Sokołowiec (Falkenhain), Gemeinde Świerzawa (Schönau an der Katzbach)                  | NS    |                                                                 | Lage |                          |
| Schloss Festenberg (Pałac Twardogóra)                                                     | Twardogóra (Festenberg)                                                                | NS    | Barock                                                          | Lage |                          |
| Schloss Fischbach (Zamek w Karpnikach)                                                    | Karpniki (Fischbach)                                                                   | NS    |                                                                 | Lage Wasserschloss |                          |
| Schloss Frankenstein (Zamek w Ząbkowicach Śląskich)                                       | Ząbkowice Śląskie (Frankenstein)                                                       | NS    | Renaissance (ältestes schlesisches Fürstenschloss des 16. Jhs.) | Lage Schlossruine |                          |
| Schloss Franzdorf (Pałac Frączków)                                                        | Frączków (Franzdorf)                                                                   | OP    | Neorenaissance                                                  | Lage |                          |
| Burg Freudenburg (Zamek Radosno)                                                          | Radosno (Freudenburg bei Görbersdorf)                                                  | NS    |                                                                 | Lage Reste einer Burgruine |                          |
| Schloss Friedland (Zamek Korfantów)                                                       | Korfantów (Friedland in Oberschlesien)                                                 | OP    |                                                                 | Lage |                          |
| Schloss Frohnau (Pałac Wronów)                                                            | Wronów (Frohnau) bei Lewin Brzeski (Löwen)                                             | OP    |                                                                 | Lage |                          |
| Schloss Fürstenstein (Zamek Książ)                                                        | Wałbrzych (Waldenburg)                                                                 | NS    | Barock, Historismus                                             | Lage das größte Schloss Schlesiens |                          |
| Alte Burg Fürstenstein (Zamek Stary Książ)                                                | Wałbrzych (Waldenburg)                                                                 | NS    |                                                                 | Lage Burgruine |                          |
| Schloss Gießmannsdorf (Pałac Gościszów)                                                   | Gościszów (Gießmannsdorf) bei Nowogrodziec (Naumburg am Queis)                         | NS    | Renaissance                                                     | Lage Schlossruine |                          |
| Schloss Gläsen (Pałac Klisino)                                                            | Klisino (Gläsen), bei Oberglogau (Głogówek)                                            | OP    | Barock                                                          | Lage |                          |
| Schloss Gleiwitz (Zamek Piastowski w Gliwicach)                                           | Gliwice (Gleiwitz)                                                                     | OS    |                                                                 | Lage |                          |
| Schloss Glogau (Zamek Książąt Głogowskich)                                                | Głogów (Glogau)                                                                        | NS    |                                                                 | Lage Schloss der Herzöge von Glogau |                          |
| Schloss Gnichwitz (Pałac Gniechowice)                                                     | Gniechowice, OT von Kąty Wrocławskie (Gnichwitz bei Breslau)                           | NS    |                                                                 | Lage |                          |
| Schloss Gniefgau (Pałac Gosławice)                                                        | Gosławice (Gniefgau), Gemeinde Miękinia (Nimkau)                                       | NS    |                                                                 | Lage |                          |
| Schloss Golkowitz (Pałac Gołkowice)                                                       | Gołkowice (Golkowitz) bei Byczyna (Pitschen)                                           | OP    |                                                                 | Lage |                          |
| Schloss Gorschütz (Pałac Gorzyce)                                                         | Gorzyce (Groß Gorschütz)                                                               | OS    |                                                                 | Lage Palais von Arco |                          |
| Schloss Goschütz (Pałac Goszcz)                                                           | Goszcz (Goschütz)                                                                      | NS    | Barock                                                          | Lage Schlossruine, ehem. Residenz der Freien Standesherrschaft Goschütz                                                                  |                          |
| Schloss Grafenort (Pałac Gorzanów)                                                        | Gorzanów (Grafenort bei Habelschwerdt)                                                 | NS    | Renaissance                                                     | Lage |                          |
| Schloss Gräflich Wiese (Zamek w Łące Prudnickiej)                                         | Łąka Prudnicka (Gräflich Wiese)                                                        | NS    | Renaissance                                                     | Lage Schlossruine, ehem. Residenz der Familie Mettich                                                                                    |                          |
| Burg Greiffenstein (Zamek Gryf)                                                           | Gryfów Śląski (Greiffenberg)                                                           | NS    |                                                                 | Lage Burgruine |                          |
| Schloss Grodzietz (Zamek w Grodźcu)                                                       | Grodziec (Grodzietz bei Skotschau)                                                     | OS    |                                                                 | Lage |                          |
| Gröditzburg (Zamek Grodziec)                                                              | Grodziec (Gröditzburg bei Adelsdorf)                                                   | NS    | Burg                                                            | Lage |                          |
| Schloss Gröditzberg (Zamek Kasztelański Grodziec)                                         | Grodziec (Gröditzberg bei Adelsdorf)                                                   | NS    | Barock                                                          | Lage |                          |
| Schloss Großburg (Pałac Borek Strzeliński)                                                | Borek Strzeliński (Großburg)                                                           | NS    |                                                                 | Lage |                          |
| Schloss Neuhof Groß Heinzendorf (Pałac „Nowy Dwór“ Jędrzychów)                            | Jędrzychów (Groß Heinzendorf), Gemeinde Polkowice (Polkwitz)                           | NS    |                                                                 | Lage |                          |
| Schloss Groß Leipe (Pałac Wielka Lipa)                                                    | Wielka Lipa (Groß Leipe) bei Oborniki Śląskie (Obernigk)                               | NS    | Neogotik                                                        | Lage |                          |
| Schloss Groß Peterwitz (Pałac Piotrkowice)                                                | Piotrkowice (Groß Peterwitz bei Trachenberg)                                           | NS    | Barock                                                          | Lage |                          |
| Schloss Groß-Rauden (Zamek Rudy)                                                          | Rudy (Groß Rauden)                                                                     | OP    | Barock                                                          | Lage ehem. Zisterzienserkloster |                          |
| Schloss Groß Rinnersdorf (Pałac Rynarcice)                                                | Rynarcice (Groß Rinnersdorf)                                                           | NS    |                                                                 | Lage |                          |
| Schloss Groß Schwein (Pałac Duża Wólka)                                                   | Duża Wólka (Groß Schwein), Gemeinde Grębocice (Gramschütz)                             | NS    |                                                                 | Lage |                          |
| Schloss Gross Stein (Pałac Kamień Śląski)                                                 | Kamień Śląski (Gross Stein)                                                            | OP    | Barock                                                          | Lage |                          |
| Schloss Groß Strehlitz (Zamek Strzelce Opolskie)                                          | Strzelce Opolskie (Groß Strehlitz)                                                     | OP    |                                                                 | Lage Schlossruine |                          |
| Schloss Groß Wilkau (Dwór Wilków Wielki)                                                  | Wilków Wielki (Groß-Wilkau) bei Niemcza (Nimptsch)                                     | NS    | Renaissance                                                     | Lage |                          |
| Schloss Groß Zauche (Pałac Sucha Wielka)                                                  | Sucha Wielka bei Zawonia (Schawoine) (Groß Zauche bei Breslau)                         | NS    |                                                                 | Lage |                          |
| Schloss Grunau                                                                            | Siestrzechowice (Grunau)                                                               | OP    | Renaissance                                                     | Lage im Verfall begriffen; bedeutender Wappensaal mit 86 Wappendarstellungen                                                             |                          |
| Schloss Guhlau (Zamek w Goli Dzierżoniowskiej)                                            | Gola Dzierżoniowska (Guhlau bei Nimptsch)                                              | NS    | Renaissance                                                     | Lage |                          |
| Schloss Guhrau (Zamek w Górze)                                                            | Góra (Guhrau bei Glogau)                                                               | NS    | Renaissance                                                     | Lage |                          |
| Schloss Guhren (Pałac Górzyn)                                                             | Górzyn (Guhren), Gemeinde Rudna (Raudten)                                              | NS    |                                                                 | Lage |                          |
| Schloss Gutwohne (Pałac Dobrzeń)                                                          | Dobrzeń (Gutwohne), Gemeinde Dobroszyce (Juliusburg)                                   | NS    |                                                                 | Lage |                          |
| Schloss Gwosdzian (Pałac w Gwoździanach)                                                  | Gwoździany (Gwosdzian bei Lublinitz)                                                   | OS    |                                                                 | Lage |                          |
| Schloss Gzichow (Pałac Mieroszewskich)                                                    | Gzichów, OT von Będzin (Gzichow bei Bendzin), historisch in Kleinpolen                 | OS    | Barock-Klassizismus                                             | Lage Palais Mieroszewski |                          |
| Schloss Habicht (Pałac Schramków w Jastrzębiu)                                            | Jastrzębie (Habicht), Gemeinde Rudnik                                                  | OS    |                                                                 | Lage Palais Schramek |                          |
| Schloss Hausdorf (Pałac w Jugowie)                                                        | Jugów (Hausdorf)                                                                       | NS    |                                                                 | Lage |                          |
| Schloss Haynau (Zamek Chojnow)                                                            | Chojnów (Haynau)                                                                       | NS    | Renaissance                                                     | Lage |                          |
| Schloss Helenenthal (Pałac w Czarnym Lesie)                                               | Czarny Las bei Lubliniec (Helenenthal bei Lublinitz)                                   | OS    | 19. Jahrhundert                                                 | Lage |                          |
| Schloss Hennersdorf (Pałac Tuszyn)                                                        | Tuszyn (Hennersdorf), Gemeinde Dzierżoniów (Reichenbach im Eulengebirge)               | NS    |                                                                 | Lage |                          |
| Schloss Hennigsdorf (Pałac Pęgów)                                                         | Pęgów (Hennigsdorf), Gemeinde Oborniki Śląskie (Obernigk)                              | NS    |                                                                 | Lage |                          |
| Schloss Hermsdorf (Pałac Jerzmanowa)                                                      | Jerzmanowa (Hermsdorf)                                                                 | NS    |                                                                 | Lage |                          |
| Schloss Herrndorf (Pałac Żukowice)                                                        | Żukowice (Herrndorf) bei Głogów (Glogau)                                               | NS    |                                                                 | Lage |                          |
| Schloss Herrnstadt (Zamek w Wąsoszu)                                                      | Wąsosz (Herrnstadt) \|                                                                 | NS    | Barock                                                          | Lage |                          |
| Schloss Hirschfeldau (Pałac Jelenin)                                                      | Jelenin (Hirschfeldau bei Sagan) \|                                                    | LB    | Barock                                                          | Lage Schlossruine |                          |
| Burg Hornschloss (Zamek Rogowiec)                                                         | Grzmiąca (Hornschloss bei Bad Charlottenbrunn) \|                                      | NS    |                                                                 | Lage Burgruine |                          |
| Burg Hummelschloss (Zamek Homole)                                                         | Lewin Kłodzki (Hummelschloss bei Lewin)                                                | NS    |                                                                 | Lage Reste einer Burgruine |                          |
| Palais Groß Jänowitz (Pałac Janowice Duże)                                                | Janowice Duże, OT von Krotoszyce (Groß Jänowitz, OT von Kroitsch)                      | NS    |                                                                 | Lage |                          |
| Schloss Jakobsdorf (Pałac Jakuszów)                                                       | Jakuszów (Jakobsdorf bei Liegnitz), Gemeinde Miłkowice (Arnsdorf)                      | NS    |                                                                 | Lage |                          |
| Schloss Jakobsdorf (Pałac Jakuszowa)                                                      | Jakuszowa (Jakobsdorf), Gemeinde Paszowice (Poischwitz)                                | NS    |                                                                 | Lage |                          |
| Palais Schaffgotsch Jannowitz (Pałac w Janowicach Wielkich – Schaffgotschów)              | Janowice Wielkie (Jannowitz)                                                           | NS    |                                                                 | Lage |                          |
| Piastenschloss Jauer (Zamek piastowski w Jaworze)                                         | Jawor (Jauer)                                                                          | NS    | Renaissance                                                     | Lage |                          |
| Schloss Johnsdorf (Pałac Janów)                                                           | Janów (Johnsdorf), Gmina Olszanka (Alzenau bei Brieg)                                  | OP    |                                                                 | Lage |                          |
| Herrenhaus Johnsdorf (Janowa dwór)                                                        | Janowa (Johnsdorf), Gmina Otmuchów (Ottmachau)                                         | OP    | 17. Jh.                                                         | Lage |                          |
| Schloss Juliusburg (Pałac Dobroszyce)                                                     | Dobroszyce (Juliusburg)                                                                | NS    |                                                                 | Lage |                          |
| Schloss Kalet (Pałac Donnersmarcków w Kaletach)                                           | Kalety (Kalet bei Tarnowitz)                                                           | OS    | 19. Jahrhundert                                                 | Lage Palais Donnersmarck |                          |
| Schloss Kaltfuhr (Zamek w Zimnych Kątach)                                                 | Zimne Kąty (Kaltfuhr) bei Prudnik (Neustadt O.S.)                                      | OP    |                                                                 | Lage Ruine |                          |
| Schloss Kamenietz (Pałac Kamieniec)                                                       | Kamieniec (Kamenietz) bei Zbrosławice (Broslawitz)                                     | OS    |                                                                 | Lage |                          |
| Schloss Kamenz (Zamek Kamieniec Ząbkowicki)                                               | Kamieniec Ząbkowicki (Kamenz) \|                                                       | NS    | Tudor-Gotik (nach Entwurf Schinkels)                            | Lage Hohenzollern-Schloss |                          |
| Schloss Kammelwitz (Pałac Kębłowice)                                                      | Kębłowice (Kammelwitz), Gemeinde Kąty Wrocławskie (Kanth)                              | NS    |                                                                 | Lage |                          |
| Burg Karpenstein (Zamek Karpień)                                                          | Lądek-Zdrój (Karpenstein bei Bad Landeck)                                              | NS    |                                                                 | Lage Burgruine |                          |
| Erzbischöflicher Palast in Kattowitz (Pałac Biskupi w Katowicach)                         | Katowice (Kattowitz) \|                                                                | OS    |                                                                 | Lage |                          |
| Oberes Schloss Kauffung (Pałac Wojcieszów)                                                | Wojcieszów (Kauffung)                                                                  | NS    |                                                                 | Lage |                          |
| Unteres Schloss Kauffung (Pałac Wojcieszów)                                               | Wojcieszów (Kauffung)                                                                  | NS    |                                                                 | Lage |                          |
| Schloss Ketschdorf (Pałac Kaczorów)                                                       | Kaczorów (Ketschdorf), Gemeinde Bolków (Bolkenhain)                                    | NS    |                                                                 | Lage |                          |
| Schloss Klein Tinz (Pałac Tyńczyk Legnicki)                                               | Tyńczyk Legnicki (Klein Tinz)                                                          | NS    |                                                                 | Lage |                          |
| Schloss Kleppelsdorf (Pałac Książęcy we Wleniu)                                           | Wleń (Lähn, in Kleppelsdorf am Bober)                                                  | NS    | Barock                                                          | Lage |                          |
| Schloss Kleutsch (Pałac Kluczowa)                                                         | Kluczowa (Kleutsch), Gemeinde Ząbkowice Śląskie (Frankenstein)                         | NS    | Ruine                                                           | Lage |                          |
| Schloss Klitschdorf (Zamek Kliczków)                                                      | Osiecznica (Wehrau)                                                                    | NS    | Renaissance, Neorenaissance                                     | Lage |                          |
| Schloss Klobuck (Pałac Kłobuck-Zagórze)                                                   | Kłobuck-Zagórze bei Częstochowa (Klobuck bei Tschenstochau), historisch in Kleinpolen  | OS    | Neogotik                                                        | Lage |                          |
| Schloss Kniegnitz (Pałac Księginice)                                                      | Księginice (Kniegnitz), Gemeinde Lubin (Lüben)                                         | NS    |                                                                 | Lage |                          |
| Schloss Koberwitz (Pałac Kobierzyce)                                                      | Kobierzyce (Koberwitz bei Breslau)                                                     | NS    | Neorenaissance                                                  | Lage |                          |
| Schloss Kochcice (Pałac Kochcice)                                                         | Kochcice bei Lubliniec (Kochczütz bei Lublinitz)                                       | OS    |                                                                 | Lage Palais von Ludwig Karl von Ballestrem                                                                                               |                          |
| Schloss Köben (Zamek Chobienia)                                                           | Chobienia (Köben an der Oder)                                                          | NS    | Renaissance                                                     | Lage Schlossruine |                          |
| Schloss Kokoschütz (Pałac Kokoszyce)                                                      | Kokoszyce bei Wodzisław Śląski (Kokoschütz bei Loslau)                                 | OS    |                                                                 | Lage |                          |
| Schloss Koniecpol (Pałac Koniecpol)                                                       | Koniecpol bei Częstochowa (Koniecpol bei Tschenstochau), historisch in Kleinpolen      | OS    | Klassizismus                                                    | Lage |                          |
| Schloss Konradswaldau (Pałac Mrowiny)                                                     | Mrowiny bei Żarów (Konradswaldau bei Saarau) \|                                        | NS    |                                                                 | Lage |                          |
| Schloss Koppanina (Pałac w Kopaninie)                                                     | Miedary-Kopanina (Koppanina)                                                           | OS    | Neobarock                                                       | Lage Jagdschloss |                          |
| Schloss Koppitz (Zamek Kopice)                                                            | Kopice (Koppitz)                                                                       | OP    | Neugotik                                                        | Lage 1958 durch Brand beschädigt, seitdem im Verfall                                                                                     |                          |
| Schloss Koschentin (Pałac Koszęcin)                                                       | Koszęcin (Koschentin)                                                                  | OS    | Klassizismus                                                    | Lage |                          |
| Schloss Kotzenau (Pałac w Chocianowie)                                                    | Chocianów (Kotzenau bei Lubin)                                                         | NS    | Barock                                                          | Lage Schlossruine |                          |
| Schloss Kozy (Pałac Kozy)                                                                 | Kozy (Seiffersdorf bei Bielitz), historisch in Galizien                                | OS    | Klassizismus                                                    | Lage |                          |
| Schloss Krappitz (Zamek Krapkowice)                                                       | Krapkowice (Krappitz)                                                                  | OP    | Barock                                                          | Lage |                          |
| Schloss Kratzkau (Zamek Krasków)                                                          | Krasków bei Marcinowice (Kratzkau bei Groß Merzdorf)                                   | NS    | Renaissance                                                     | Lage Barockschloss von Johann Bernhard Fischer von Erlach, seit 1996 Schlosshotel                                                        |                          |
| Schloss Kreidelwitz (Pałac Krzydłowice)                                                   | Krzydłowice (Kreidelwitz), Gemeinde Grębocice (Gramschütz)                             | NS    | Ruine                                                           | Lage |                          |
| Schloss Kreisau (Zamek Krzyżowa)                                                          | Krzyżowa (Kreisau)                                                                     | NS    | Barock, Klassizismus                                            | Lage Treffen der Widerstandsgruppe Kreisauer Kreis im Berghaus der Familie von Moltke (1942/1943)                                        |                          |
| Schloss Kreppelhof (Zamek Grodztwo)                                                       | bei Kamienna Góra (Landeshut)                                                          | NS    | Renaissance                                                     | Lage seit 1945 Ruine |                          |
| Schloss Kreuzenort (Pałac w Krzyżanowicach)                                               | Krzyżanowice (Kreuzenort bei Ratibor)                                                  | OS    | Neogotik                                                        | Lage |                          |
| Schloss Krieblowitz (Zamek Krobielowice)                                                  | Krobielowice (Krieblowitz, Gem. Kanth bei Breslau)                                     | NS    | urspr. Renaissance, Umbau im 19. Jahrhundert                    | Lage |                          |
| Schloss Groß Krichen (Pałac Krzeczyn Wielki)                                              | Krzeczyn Wielki (Groß Krichen), Gemeinde Lubin (Lüben)                                 | NS    |                                                                 | Lage |                          |
| Schloss Klein Krichen (Pałac Krzeczyn Mały)                                               | Krzeczyn Mały (Klein Krichen), Gemeinde Lubin (Lüben)                                  | NS    |                                                                 | Lage |                          |
| Schloss Kroitsch (Pałac Krotoszyce)                                                       | Krotoszyce (Kroitsch bei Liegnitz)                                                     | NS    |                                                                 | Lage | fehlt                    |
| Schloss Kruszyna (Pałac Kruszyna)                                                         | Kruszyna bei Częstochowa (Tschenstochau) historisch in Kleinpolen                      | OS    |                                                                 | Lage Ruine |                          |
| Schloss Kuhna (Pałac Kunów)                                                               | Kunów (Kuhna), Gemeinde Zgorzelec (Görlitz)                                            | NS    | Renaissance                                                     | Lage |                          |
| Schloss Gross Kuntschitz (Pałac Kończyce Wielkie)                                         | Kończyce Wielkie (Gross Kuntschitz) bei Teschen                                        | OS    | Barock                                                          | Lage |                          |
| Herrenhaus Kunern (Pałac Konary)                                                          | Konary (Kunern)                                                                        | NS    |                                                                 | Lage |                          |
| Schloss Klein Kuntschitz (Zamek w Kończycach Małych)                                      | Kończyce Małe (Klein Kuntschitz bei Teschen)                                           | OS    |                                                                 | Lage |                          |
| Palais Nostitz Kunzendorf (Pałac Niwnice)                                                 | Niwnice (Kunzendorf unter dem Walde), Gemeinde Lwówek Śląski (Löwenberg in Schlesien)  | NS    | Klassizismus                                                    | Lage |                          |
| Schloss Kunzendorf (Pałac Polanka)                                                        | Polanka (Kunzendorf bei Liegnitz), Gemeinde Ruja (Royn)                                | NS    |                                                                 | Lage |                          |
| Schloss Kujau (Pałac Kujawy)                                                              | Kujau (Kujawy)                                                                         | OP    |                                                                 | Lage |                          |
| Schloss Kunzendorf (Pałac Trzebieszowice)                                                 | Trzebieszowice (Kunzendorf an der Biele)                                               | NS    | urspr. Wohnturm, renaissancezeitlicher und barocker Umbau       | Lage |                          |
| Schloss Kunzendorf (Pałac Trzebieszowice)                                                 | Trzebina (Kunzendorf) bei Prudnik (Neustadt O.S.)                                      | OP    | Renaissance                                                     | Lage |                          |
| Burgruine Kynast (Zamek Chojnik)                                                          | Sobieszów (Hermsdorf bei Hirschberg)                                                   | NS    |                                                                 | Lage Burgruine |                          |
| Kynsburg (Zamek Grodno)                                                                   | Zagórze Śląskie (Kynau)                                                                | NS    |                                                                 | Lage Burgruine |                          |
| Schloss Langenau (Pałac Czernica)                                                         | Czernica (Langenau), Gemeinde Jeżów Sudecki (Grunau)                                   | NS    |                                                                 | Lage |                          |
| Schloss Langenbielau (Pałac Bielawa)                                                      | Bielawa (Langenbielau)                                                                 | NS    | urspr. Renaissance                                              | Lage |                          |
| Schloss Langenöls (Pałac w Olszynie Dolnej)                                               | Olszyna (Langenöls)                                                                    | NS    |                                                                 | Lage |                          |
| Schloss Laskowitz (Pałac Jelcz-Laskowice)                                                 | Jelcz-Laskowice (Laskowitz bei Breslau)                                                | NS    | Barock                                                          | Lage |                          |
| Burg Läusepelz (Zamek w Rybnicy, Laudis Palatium, Burg Reibnitz)                          | Stara Kamienica-Rybnica                                                                | NS    |                                                                 | Lage Burgruine |                          |
| Schloss Lauterbach (Pałac Jastrowiec)                                                     | Jastrowiec bei Bolków (Lauterbach bei Bolkenhain)                                      | NS    |                                                                 | Lage Burgruine |                          |
| Burg Lehnhaus (Zamek Wleński Gródek)                                                      | Łupki (Schiefer) bei Wleń (Lähn)                                                       | NS    |                                                                 | Lage Burgruine |                          |
| Schloss Lehnhaus (Pałac Lenno)                                                            | Łupki (Schiefer) bei Wleń (Lähn)                                                       | NS    | Barock-Klassizismus                                             | Lage |                          |
| Schloss Leipe (Zamek w Lipie)                                                             | Lipa (Leipe bei Jauer)                                                                 | NS    | Renaissance, Neogotik                                           | Lage Burgruine |                          |
| Schloss Lessendorf (Pałac Lasocin)                                                        | Lasocin (Lessendorf) bei Kożuchów (Freystadt), historisch in Schlesien                 | LB    | Barock                                                          | Lage |                          |
| Schloss Liegnitz (Zamek Piastowski w Legnicy)                                             | Legnica (Liegnitz)                                                                     | NS    |                                                                 | Lage Piastenschloss |                          |
| Schloss Lissa (Zamek Leśnica)                                                             | Leśnica (Lissa)                                                                        | NS    | Barock                                                          | Lage |                          |
| Schloss Löwen (Pałac Lewin Brzeski)                                                       | Lewin Brzeski (Löwen an der Glatzer Neiße)                                             | OP    | Barock                                                          | Lage |                          |
| Schloss Löwenstein (Pałac Koziniec)                                                       | Koziniec (Löwenstein)                                                                  | NS    | Ruine                                                           | Lage | siehe dolny-slask.org.pl |
| Schloss Lohe (Zamek Topacz)                                                               | Ślęza (Lohe bei Koberwitz)                                                             | NS    | Renaissance                                                     | Lage |                          |
| Schloss Lomnitz (Pałac w Łomnicy)                                                         | Łomnica (Lomnitz)                                                                      | NS    |                                                                 | Lage Neues Schloss und Witwenschloss |                          |
| Schloss Lorzendorf (Pałac Woskowice Małe)                                                 | Woskowice Małe (Lorzendorf)                                                            | NS    | Neogotik                                                        | Lage |                          |
| Schloss Loslau (Zamek w Wodzisławiu Śląskim)                                              | Wodzisław Śląski (Loslau bei Rybnik)                                                   | OS    | Klassizismus                                                    | Lage |                          |
| Schloss Louisdorf (Pałac Łojowice)                                                        | Łojowice (Louisdorf), Gemeinde Wiązów (Wansen)                                         | NS    |                                                                 | Lage |                          |
| Schloss Lubowitz (Pałac Łubowice)                                                         | Łubowice (Lubowitz bei Ratibor)                                                        | OS    | Barock                                                          | Lage Schlossruine |                          |
| Schloss Malitsch (Pałac Małuszów)                                                         | Małuszów (Malitsch), Gemeinde Męcinka (Herrmannsdorf)                                  | NS    | Ruine                                                           | Lage |                          |
| Schloss Maltzan (Pałac Milicz)                                                            | Milicz (Militsch)                                                                      | NS    | Klassizismus                                                    | Lage |                          |
| Herrenhaus Matzdorf (Straszny Dwór w Maciejowcu)                                          | Maciejów (Matzdorf), heute Ortsteil der Gemeinde Lubomierz                             | NS    | Renaissance                                                     | Lage |                          |
| Schloss Matzdorf (Pałac Maciejów)                                                         | Maciejów (Matzdorf), heute Ortsteil der Gemeinde Lubomierz                             | NS    | Klassizismus                                                    | Lage |                          |
| Schloss Matzdorf (Pałac Maciejów)                                                         | Maciejów (Matzdorf) bei Kluczbork (Kreuzburg O.S.)                                     | OP    | Klassizismus                                                    | Lage 1790, nach Entwurf von Carl Gotthard Langhans                                                                                       |                          |
| Schloss Michalkowitz – Palais Rheinbaben (Zameczek w Michałkowicach – Pałac Rheinbabenów) | Michałkowice (Michalkowitz), OT von Siemianowice Śląskie (Siemianowitz)                | OS    |                                                                 | Lage Palais Rheinbaben |                          |
| Schloss Miechowitz (Pałac Thiele-Wincklerów)                                              | Bytom-Miechowice (Miechowitz bei Beuthen)                                              | OS    | Tudorgotik                                                      | Lage Schlossruine |                          |
| Burg Mirów (Zamek w Mirowie)                                                              | Mirów bei Niegowa, historisch in Kleinpolen                                            | OS    |                                                                 | Lage Burgruine |                          |
| Schloss Mittelsteine (Zamek Kapitanowo wsi Ścinawka Średnia)                              | Ścinawka Średnia (Mittelsteine bei Wünschelburg)                                       | NS    | urspr. Renaissance                                              | Lage Schlossruine |                          |
| Schloss Mittelwalde (Zamek Althannów w Międzylesiu)                                       | Międzylesie (Mittelwalde)                                                              | NS    | Renaissance und Barock                                          | Lage |                          |
| Schloss Modlau (Pałac w Modle)                                                            | Modła (Modlau)                                                                         | NS    | Barock                                                          | Lage Ruine in den 1970er Jahren abgerissen                                                                                               |                          |
| Schloss Prittwitz Moisdorf (Pałac Prittwitz Myślibórz)                                    | Myślibórz (Moisdorf), Gemeinde Paszowice (Poischwitz)                                  | NS    |                                                                 | Lage |                          |
| Schloss Mollwitz (Pałac Małujowice)                                                       | Małujowice (Mollwitz)                                                                  | OS    |                                                                 | Lage |                          |
| Burg Morsko (Zamek „Bąkowiec“ w Morsku)                                                   | Morsko, eigentlich Skarżyce, Stadtteil von Zawiercie, historisch in Kleinpolen         | OS    |                                                                 | Lage Burgruine |                          |
| Schloss Moschen (Schloss Moszna)                                                          | Moszna (Moschen)                                                                       | OP    | Eklektizismus                                                   | Lage |                          |
| Schloss Muhrau (Pałac Morawa)                                                             | Morawa (Muhrau)                                                                        | NS    |                                                                 | Lage |                          |
| Palais Donnersmarck Naklo (Pałac Donnersmarcków w Nakle Śląskim)                          | Nakło Śląskie (Naklo bei Tarnowitz)                                                    | OS    | 19. Jahrhundert                                                 | Lage |                          |
| Schloss Naklo (Pałac Nakło-Lelów)                                                         | Nakło bei Częstochowa (Naklo bei Tschenstochau), historisch in Kleinpolen              | OS    | Klassizismus                                                    | Lage |                          |
| Burg Namslau (Zamek w Namysłowie)                                                         | Namysłów (Namslau)                                                                     | OP    |                                                                 | Lage |                          |
| Schloss Neudeck (Pałac Kawalera)                                                          | Świerklaniec (Neudeck)                                                                 | OS    | Neorenaissance                                                  | Lage Schloss zerstört, nur Kavaliershaus (Bild) erhalten                                                                                 |                          |
| Schloss Neudeck (Pałac w Podzamku)                                                        | Podzamek (Neudeck) bei Kłodzko (Glatz)                                                 | NS    |                                                                 | Lage |                          |
| Schloss Neudorf (Pałac Nowizna)                                                           | Nowizna (Neudorf/Eule), Gemeinde Dzierżoniów (Reichenbach im Eulengebirge)             | NS    |                                                                 | Lage |                          |
| Burg Neuhaus (Zamek Chałupki)                                                             | Kamieniec Ząbkowicki (Neuhaus bei Kamenz)                                              | NS    |                                                                 | Lage Reste einer Burgruine |                          |
| Burg Neuhaus (Zamek Nowy Dwór)                                                            | Podgórze (Ober Waldenburg)                                                             | NS    |                                                                 | Lage Reste einer Burgruine |                          |
| Palais Stillfried Neurode (Zamek Nowa Ruda)                                               | Nowa Ruda (Neurode)                                                                    | NS    |                                                                 | Lage Baron von Stillfried |                          |
| Schloss Nieder Kunzendorf (Zamek Mokrzeszów)                                              | Mokrzeszów (Nieder Kunzendorf bei Schweidnitz)                                         | NS    |                                                                 | Lage |                          |
| Schloss Niederrathen (Zamek w Ratnie Dolnym)                                              | Ratno Dolne (Niederrathen bei Wünschelburg)                                            | NS    | Neorenaissance                                                  | Lage |                          |
| Schloss Niederschwedeldorf (Pałac w Szalejowie Dolnym)                                    | Szalejów Dolny (Niederschwedeldorf) bei Kłodzko (Glatz)                                | NS    |                                                                 | Lage |                          |
| Schloss Niewodnik (Zamek Niewodniki)                                                      | Niewodniki bei Dąbrowa (Niewodnik bei Dambrau)                                         | OP    | 19. Jh.                                                         | Lage |                          |
| Schloss Nieznanice (Pałac Nieznanice)                                                     | Nieznanice bei Kłomnice                                                                | OS    |                                                                 | Lage |                          |
| Schloss Nimkau (Pałac Miękinia)                                                           | Miękinia (Nimkau)                                                                      | NS    | Ruine                                                           | Lage |                          |
| Burg Nimmersath (Zamek Niesytno w Płoninie)                                               | Płonina (Nimmersath bei Bolkenhain)                                                    | NS    | Renaissance                                                     | Lage Schlossruine |                          |
| Burg Nimptsch (Zamek Niemcza)                                                             | Niemcza (Nimptsch)                                                                     | NS    | Renaissance                                                     | Lage |                          |
| Schloss Nippern (Pałac Mrozów)                                                            | Mrozów bei Miękinia (Nippern bei Nimkau)                                               | NS    | Neogotik                                                        | Lage |                          |
| Schloss Norok (Pałac w Naroku)                                                            | Narok (Norok)                                                                          | OS    | Byzantinischer Stil                                             | Lage |                          |
| Schloss Ober Gläsersdorf (Pałac Szklary Górne)                                            | Szklary Górne (Ober Gläsersdorf), Gemeinde Lubin (Lüben)                               | NS    |                                                                 | Lage |                          |
| Schloss Oberglogau (Zamek Oppersdorffów w Głogówku)                                       | Głogówek (Oberglogau)                                                                  | OP    | urspr. Renaissance                                              | Lage |                          |
| Schloss Oberörtmannsdorf (Pałac Szyszkowa)                                                | Szyszkowa Górna (Oberörtmannsdorf), Gemeinde Leśna (Marklissa)                         | NS    |                                                                 | Lage |                          |
| Schloss Ober-Tschirnau (Pałac Czernina)                                                   | Czernina Górna (Ober Tschirnau, OT von Guhrau)                                         | NS    | Barock                                                          | Lage Schlossruine |                          |
| Schloss Ober Zauche (Pałac Sucha Górna)                                                   | Sucha Górna (Ober Zauche), Gemeinde Polkowice (Polkwitz)                               | NS    |                                                                 | Lage |                          |
| Schloss Oels (Zamek Oleśnicki)                                                            | Oleśnica (Oels)                                                                        | NS    | Renaissance                                                     | Lage |                          |
| Burg Ogrodzieniec (Zamek Ogrodzieniec)                                                    | Ogrodzieniec (Ogrodzieniec bei Zawiercie), historisch in Kleinpolen                    | OS    |                                                                 | Lage |                          |
| Schloss Ohlau (Zamek Sobieskich w Oławie)                                                 | Oława (Ohlau)                                                                          | NS    |                                                                 | Lage |                          |
| Burg Olsztyn (Zamek w Olsztynie śląskie)                                                  | Olsztyn, historisch in Kleinpolen                                                      | OS    |                                                                 | Lage Burgruine |                          |
| Piastenschloss Oppeln                                                                     | Opole (Oppeln)                                                                         | OP    | Gotik                                                           | Lage 1260 auf der Oderinsel Pascheke erbaut, mehrmals umgestaltet, zwischen 1928 und 1931 abgerissen, nur Piastenturm erhalten           |                          |
| Oberes Schloss Oppeln (Zamek Górny w Opolu)                                               | Opole (Oppeln)                                                                         | OP    |                                                                 | Lage Nur noch der Turm und ein Stück der Mauer sind erhalten.                                                                            |                          |
| Schloss Ornontowitz – Palais Hegenscheidt (Pałac Hegenscheidtówa)                         | Ornontowice bei Gierałtowice (Ornontowitz bei Gieraltowitz)                            | OS    | Neorenaissance                                                  | Lage um 1900 |                          |
| Schloss Osseg (Pałac Osiek Grodkowski)                                                    | Osiek Grodkowski (Osseg) bei Grodków (Grottkau)                                        | OP    |                                                                 | Lage Ruine |                          |
| Schloss Ostrowina (Pałac Ostrowina)                                                       | Ostrowina (Ostrowine), Gemeinde Oleśnica (Oels)                                        | NS    |                                                                 | Lage |                          |
| Bischofsburg Ottmachau                                                                    | Otmuchów (Ottmachau)                                                                   | OP    | Renaissance, Barock                                             | Lage |                          |
| Schloss Ottmuth (Zamek Otmęt)                                                             | Otmęt (Ottmuth bei Krappitz)                                                           | OP    |                                                                 | Lage Schlossruine |                          |
| Schloss Parchwitz (Zamek w Prochowicach)                                                  | Prochowice (Parchwitz bei Liegnitz)                                                    | NS    | Renaissance                                                     | Lage |                          |
| Schloss Paulsdorf (Pałac Pawłowice)                                                       | Pawłowice (Paulsdorf) bei Gorzów Śląski (Landsberg in Oberschlesien)                   | OP    |                                                                 | Lage 1864 erbaut von Wilhelm von Pannwitz                                                                                                |                          |
| Schloss Pawelwitz (Pałac Kornów w Pawłowicach)                                            | Pawłowice (Pawlowitz bei Breslau)                                                      | NS    |                                                                 | Lage |                          |
| Schloss Petersdorf (Pałac w Piotrówku)                                                    | Piotrówek (Petersdorf), Gemeinde Jordanów Śląski (Jordansmühl)                         | NS    | Ruine                                                           | Lage |                          |
| Schloss Petersdorf (Pałac Piotrowice)                                                     | Piotrowice (Petersdorf), Gemeinde Chojnów (Haynau)                                     | NS    |                                                                 | Lage |                          |
| Schloss Peterswaldau (Zamek Pieszyce)                                                     | Pieszyce (Peterswaldau im Eulengebirge)                                                | NS    | Neogotik                                                        | Lage |                          |
| Schloss Peterwitz (Pałac Stoszowice)                                                      | Stoszowice (Peterwitz bei Frankenstein)                                                | NS    | Renaissance                                                     | Lage |                          |
| Schloss Peterwitz (Pałac Piotrowice Nyskie)                                               | Piotrowice Nyskie (Peterwitz), Gmina Otmuchów (Ottmachau)                              | OP    |                                                                 | Lage |                          |
| Schloss Peterwitz (Pałac Piotrowice Świdnickie)                                           | Piotrowice Świdnickie (Peterwitz), Gmina Jaworzyna Śląska (Königszelt)                 | NS    | Renaissance                                                     | Lage |                          |
| Schloss Pfaffendorf (Pałac Szarocin)                                                      | Szarocin (Pfaffendorf), Gemeinde Kamienna Góra (Landeshut)                             | NS    |                                                                 | Lage |                          |
| Schloss Pilgersdorf (Pałac w Pielgrzymowie)                                               | Pielgrzymów (Pilgersdorf)                                                              | OS    | Barock-Klassizismus                                             | Lage Schlossruine |                          |
| Schloss Pilica (Zamek w Pilicy)                                                           | Pilica (Pilitza), historisch in Kleinpolen                                             | OS    |                                                                 | Lage Schlossruine |                          |
| Schloss Pitschen (Pałac w Pyszczynie)                                                     | Pyszczyn (Pitschen), Gemeinde Żarów (Saarau)                                           | NS    |                                                                 | Lage |                          |
| Schloss Plagwitz (Zamek w Płakowicach)                                                    | Płakowice (Plagwitz bei Löwenberg in Schlesien)                                        | NS    |                                                                 | Lage |                          |
| Schloss Plawniowitz                                                                       | Pławniowice (Plawniowitz bei Gleiwitz)                                                 | OS    | Neorenaissance                                                  | Lage |                          |
| Schloss Pleß (Zamek w Pszczynie)                                                          | Pszczyna (Pleß)                                                                        | OS    | Neobarock                                                       | Lage |                          |
| Schloss Pogrzebin (Pałac Baildona w Pogrzebieniu)                                         | Pogrzebień (Pogrzebin), Gemeinde Kornowac (Kornowatz)                                  | OS    |                                                                 | Lage |                          |
| Schloss Polnisch Krawarn                                                                  | Pietrowice Wielkie Krowiarki (Preußisch Krawarn, Gem. Groß Peterwitz)                  | OS    | Neorenaissance                                                  | Lage im Verfall begriffen |                          |
| Schloss Prinsnig (Pałac Brennik)                                                          | Brennik (Prinsnig), Gemeinde Ruja (Royn)                                               | NS    |                                                                 | Lage |                          |
| Jagdschloss Promnitz (Pałac myśliwski w Promnicach)                                       | Promnice (Promnitz), Gem. Kobiór (Kobier)                                              | OS    | Neugotik                                                        | Lage |                          |
| Schloss Proskau (Zamek w Prószkowie)                                                      | Prószków (Proskau)                                                                     | OP    | Barock                                                          | Lage 1563 erbaut, 1677 Neugestaltung im Stil des Barocks, 2011 saniert. heute Altersheim                                                 |                          |
| Schloss Quaritz (Pałac Gaworzyce)                                                         | Gaworzyce (Quaritz) bei Głogów (Glogau)                                                | NS    |                                                                 | Lage |                          |
| Schloss Radau (Pałac Radawie)                                                             | Radawie (Radau bei Oppeln)                                                             | OP    | Klassizismus                                                    | Lage |                          |
| Habsburg-Schloss Raitza (Pałac Rajcza)                                                    | Rajcza bei Żywiec (Raitza bei Saybusch), historisch in Galizien                        | OS    |                                                                 | Lage |                          |
| Schloss Randowshof                                                                        | Boguszyce-Rzędów                                                                       | OS    | Tudorstil                                                       | Lage im Verfall begriffen |                          |
| Schloss Ransen (Pałac Ręszów)                                                             | Ręszów (Ransen), Gemeinde Ścinawa (Steinau an der Oder)                                | NS    |                                                                 | Lage |                          |
| Schloss Ratibor (Zamek Racibórz)                                                          | Racibórz (Ratibor)                                                                     | OP    |                                                                 | Lage |                          |
| Herrenhaus Rengersdorf (Pałac Krosnowice)                                                 | Krosnowice (Rengersdorf) bei Kłodzko (Glatz)                                           | NS    |                                                                 | Lage |                          |
| Schloss Reußendorf (Pałac Rusinowa)                                                       | Rusinowa (Reußendorf), OT von Wałbrzych (Waldenburg)                                   | NS    |                                                                 | Lage |                          |
| Burg Röchlitz (Zamek w Rokitnicy)                                                         | Rokitnica bei Złotoryja (Röchlitz bei Goldberg in Schlesien)                           | NS    |                                                                 | Lage Burgruine |                          |
| Schloss Röversdorf (Pałac Sędziszowa)                                                     | Sędziszowa (Röversdorf), Gemeinde Świerzawa (Schönau an der Katzbach)                  | NS    |                                                                 | Lage |                          |
| Schloss Rogau (Pałac w Rogach)                                                            | Rogi (Rogau bei Falkenberg)                                                            | OP    | 19. Jahrhundert                                                 | Lage |                          |
| Schloss Rogau (Zamek w Rogowie Opolskim)                                                  | Rogów Opolski (Rogau bei Oppeln)                                                       | OP    | Renaissance/Klassizismus                                        | Lage |                          |
| Schloss Rohnstock (Schloss Roztoka)                                                       | Roztoka (Rohnstock bei Schweidnitz)                                                    | NS    | 19. Jahrhundert                                                 | Lage |                          |
| Schloss Romberg (Pałac Samotwór)                                                          | Samotwór (Romberg, Gem. Kanth bei Breslau)                                             | NS    | Klassizismus                                                    | Lage |                          |
| Schloss Rosnochau (Pałac Rozkochów)                                                       | Rosnochau                                                                              | OS    | Spätbarock                                                      | Lage |                          |
| Schloss Rothenhorn (Pałac Czerwony Róg w Jędrzychowicach)                                 | Jędrzychowice bei Szlichtyngowa (Heyersdorf bei Schlichtingsheim)                      | NS    | Neobarock                                                       | Lage |                          |
| Schloss Rothkirch (Pałac Czerwony Kościól)                                                | Czerwony Kościól (Rothkirch bei Liegnitz)                                              | NS    |                                                                 | Lage |                          |
| Schloss Rudelsdorf (Pałac Drołtowice)                                                     | Drołtowice bei Syców (Rudelsdorf bei Gr. Wartenberg)                                   | NS    |                                                                 | Lage |                          |
| Schloss Rudelstadt (Pałac Ciechanowice)                                                   | Ciechanowice (Rudelstadt)                                                              | NS    | Klassizismus                                                    | Lage |                          |
| Schloss Rudzinitz (Pałac Rudziniec)                                                       | Rudziniec (Rudzinitz)                                                                  | OS    | 19. Jh.                                                         | Lage |                          |
| Schloss Ruhberg (Pałac Ciszyca)                                                           | Kowary (Schmiedeberg im Riesengebirge)                                                 | NS    |                                                                 | Lage |                          |
| Schloss Rybna (Pałac w Rybnej)                                                            | Rybna (Rybna bei Tarnowitz)                                                            | OS    |                                                                 | Lage |                          |
| Schloss Rybnik (Zamek w Rybniku)                                                          | Rybnik                                                                                 | OS    |                                                                 | Lage |                          |
| Schloss Saabor (Pałac Zabór)                                                              | Zabór (Saabor bei Grünberg), historisch in Schlesien                                   | LB    | Barock                                                          | Lage |                          |
| Schloss Sadewitz (Pałac Sadowice)                                                         | Sadowice (Sadewitz), Gemeinde Kąty Wrocławskie (Kanth)                                 | NS    |                                                                 | Lage |                          |
| Schloss Sakrau (Zamek Zakrzów)                                                            | Zakrzów (Sakrau bei Gogolin)                                                           | OP    |                                                                 | Lage jetzt Schlosshotel Lucja |                          |
| Lobkowitz-Schloss Sagan (Pałac Lobkowitzów w Żaganiu)                                     | Żagań (Sagan)                                                                          | LB    | Barock                                                          | Lage |                          |
| Altes Schloss Saybusch (Stary Zamek w Żywcu)                                              | Żywiec (Saybusch), historisch in Galizien                                              | OS    | Renaissance                                                     | Lage |                          |
| Neues Schloss Saybusch (Nowy Zamek w Żywcu)                                               | Żywiec (Saybusch), historisch in Galizien                                              | OS    | Klassizismus                                                    | Lage |                          |
| Schloss Schalscha (Pałac Szałsza)                                                         | Szałsza (Schalscha bei Gleiwitz)                                                       | OS    | Neogotik                                                        | Lage |                          |
| Schloss Schelitz (Zamek w Chrzelicach)                                                    | Chrzelice (Schelitz)                                                                   | OP    |                                                                 | Lage Schlossruine |                          |
| Schloss Schildau (Zamek Wojanów)                                                          | Wojanów (Schildau)                                                                     | NS    |                                                                 | Lage Fürstl. Wiedsches Schloss |                          |
| Schloss Schlanz (Pałac Eulenburgów Krzyżowice)                                            | Krzyżowice (Schlanz bei Breslau)                                                       | NS    |                                                                 | Lage |                          |
| Burg Schlockau (Zamek biskupów krakowskich w Sławkowie)                                   | Sławków (Schlockau)                                                                    | OS    |                                                                 | Lage ehem. Burg der Krakauer Bischöfe, Burgruine                                                                                         |                          |
| Burg Schnallenstein (Zamek Szczerba)                                                      | Szczerba (Seitendorf, Gem. Mittelwalde)                                                | NS    |                                                                 | Lage Reste einer Burgruine |                          |
| Schloss Schnellendorf (Pałac Przydroże Małe)                                              | Przydroże Małe (Klein Schnellendorf) bei Korfantów (Friedland in Oberschlesien)        | OP    |                                                                 | Lage Ruine |                          |
| Schloss Schönburg (Pałac Rzuchów)                                                         | Rzuchów (Schönburg), Gemeinde Kornowac (Kornowatz)                                     | OS    | Ruine                                                           | Lage |                          |
| Schloss Schönjohnsdorf (Zamek Witostowice)                                                | Witostowice (Schönjohnsdorf) \|                                                        | NS    | Renaissance                                                     | Lage Wasserburg |                          |
| Schloss Schönwaldau (Pałac Rząśnik)                                                       | Rząśnik (Schönwaldau), Gemeinde Świerzawa (Schönau an der Katzbach) \|                 | NS    |                                                                 | Lage |                          |
| Schloss Schönwalde (Pałac Budzów)                                                         | Budzów (Schönwalde)                                                                    | NS    |                                                                 | Lage |                          |
| Schloss Schönwitz (Zamek Karczów)                                                         | Karczów bei Dąbrowa (Schönwitz bei Dambrau)                                            | OP    | Barock                                                          | Lage |                          |
| Schloss Schosnitz (Pałac Sośnica)                                                         | Sośnica (Schosnitz), Gemeinde Kąty Wrocławskie (Kanth)                                 | NS    |                                                                 | Lage |                          |
| Schloss Schreibersdorf (Pałac w Pisarzowicach)                                            | Schreibersdorf, Gemeinde Klein Strehlitz                                               | OS    | Barock                                                          | Lage |                          |
| Schloss Schtschekotzin (Pałac Szczekociny)                                                | Szczekociny (Schtschekotzin)                                                           | OS    | Barock-Klassizismus                                             | Lage Palais Dembinski |                          |
| Schweinhausburg (Zamek Świny)                                                             | Świny (Schweinhaus)                                                                    | NS    |                                                                 | Lage Burgruine |                          |
| Schloss Schwengfeld (Pałac Makowice)                                                      | Makowice (Schwengfeld), Gemeinde Świdnica (Schweidnitz)                                | NS    |                                                                 | Lage |                          |
| Burg Schwerta (Zamek w Świeciu)                                                           | Świecie bei Leśna (Schwerta bei Marklissa)                                             | NS    |                                                                 | Lage Schlossruine |                          |
| Schloss Seifersdorf (Pałac Rosochata)                                                     | Rosochata (Seifersdorf), Gemeinde Kunice (Kunitz)                                      | NS    |                                                                 | Lage |                          |
| Burg Siewierz (Zamek biskupi w Siewierzu)                                                 | Siewierz (Sewerien), historisch in Kleinpolen (siehe Herzogtum Siewierz)               | OS    |                                                                 | Lage ehem. Burg der Krakauer Bischöfe, Burgruine                                                                                         |                          |
| Schloss Sibyllenort (Pałac Szczodre)                                                      | Szczodre (Sibyllenort bei Oels)                                                        | NS    | Tudor-Gotik („schlesisches Windsor“)                            | Lage Schloss zerstört |                          |
| Jagdschloss Sielec (Zamek Sielecki)                                                       | Sosnowiec-Sielec Sielec (Sosnowitz), historisch in Kleinpolen (Zagłębie Dąbrowskie)    | OS    |                                                                 | Lage |                          |
| Schloss Siemianowitz – Palais Donnersmarck (Pałac w Siemianowicach)                       | Siemianowice Śląskie (Siemianowitz)                                                    | OS    |                                                                 | Lage Schloss der Henckel von Donnersmarck                                                                                                |                          |
| Schloss Silbitz (Pałac Żelowice)                                                          | Żelowice (Silbitz, Kreis Nimptsch), Gemeinde Kondratowice (Kurtwitz)                   | NS    |                                                                 | Lage |                          |
| Schloss Simmelwitz (Pałac w Ziemiełowicach)                                               | Ziemiełowice (Simmelwitz) bei Namysłów (Namslau)                                       | OP    |                                                                 | Lage |                          |
| Schloss Slawentzitz (Pałac Sławięcice)                                                    | Sławięcice (Slawentzitz)                                                               | OP    | 19. Jh.                                                         | Lage Schloss zerstört, nur Eingangsportikus                                                                                              |                          |
| Schloss Slawikau (Pałac Sławików)                                                         | Sławików (Slawikau), Gemeinde Rudnik                                                   | OS    |                                                                 | Lage Ruine |                          |
| Burg Smoleń (Zamek w Smoleniu)                                                            | Smoleń bei Pilica (Smolen bei Pilitza), historisch in Kleinpolen                       | OS    |                                                                 | Lage Burgruine |                          |
| Schloss Sonnenberg (Dwór w Krasnej Górze)                                                 | Krasna Góra, Gmina Niemodlin                                                           | OS    | Klassizismus                                                    | Lage nach 1945 zu Wohnhaus umgebaut |                          |
| Schloss Sosnowitz – Schön-Palast (Pałac Sosnowiec)                                        | Sosnowiec-Środula (Sosnowitz), historisch in Kleinpolen                                | OS    | Neobarock                                                       | Lage |                          |
| Schloss Sosnowitz – Neues Palais Schön (Pałac Neu-Schön Sosnowiec)                        | Sosnowiec-Radocha (Sosnowitz)                                                          | OS    | Eklektizismus, jetzt Amtsgericht                                | Lage |                          |
| Palais Dietl Sosnowitz (Pałac Dietla)                                                     | Sosnowiec-Pogoń (Sosnowitz)                                                            | OS    | Neobarock, 1890                                                 | Lage |                          |
| Palais Wilhelm Sosnowitz (Pałac Wilhelma)                                                 | Sosnowiec-Środula (Sosnowitz)                                                          | OS    | Neobarock, 1900                                                 | Lage |                          |
| Schloss Steinkirch (Pałac Kościelniki)                                                    | Kościelniki Średnie (Mittel Steinkirch), Gemeinde Leśna (Marklissa)                    | NS    |                                                                 | Lage |                          |
| Schloss Stolz (Churschwandt Palace Stolec)                                                | Stolec (Stolz) bei Ząbkowice Śląskie (Frankenstein)                                    | NS    | Ruine                                                           | Lage |                          |
| Schloss Stonsdorf (Zamek Staniszów)                                                       | Staniszów (Stonsdorf)                                                                  | NS    |                                                                 | Lage Schloss im Oberdorf, ehem. von Reuß jüngere Linie                                                                                   |                          |
| Schloss Nieder Stradam (Pałac Stradomia)                                                  | Stradomia Dolna (Nieder Stradam), Gemeinde Dziadowa Kłoda (Kunzendorf)                 | NS    |                                                                 | Lage |                          |
| Schloss Ober Stradam (Pałac Stradomia Wierzchnia)                                         | Stradomia Wierzchnia, OT von Syców (Ober Stradam), OT von Groß Wartenberg              | NS    |                                                                 | Lage |                          |
| Schloss Stubendorf (Zamek Izbicko)                                                        | Izbicko (Stubendorf)                                                                   | OP    | Klassizismus                                                    | Lage |                          |
| Schloss Sulau (Pałac Sułów)                                                               | Sułów bei Milicz (Sulau bei Militsch)                                                  | NS    |                                                                 | Lage |                          |
| Burg Talkenstein (Zamek Podskale)                                                         | Rząsiny (Welkersdorf)                                                                  | NS    |                                                                 | Lage Reste einer Burgruine |                          |
| Schloss Tannenberg (Pałac Jodłownik)                                                      | Jodłownik (Tannenberg) bei Bielawa (Langenbielau)                                      | NS    |                                                                 | Lage |                          |
| Schloss Tannhausen (Pałac Jedlinka)                                                       | Jedlinka (Tannhausen) in Jedlina-Zdrój (Bad Charlottenbrunn)                           | NS    | Klassizismus                                                    | Lage |                          |
| Schloss Tarnau (Pałac Tarnówek)                                                           | Tarnówek (Tarnau bei Kummernick), Gemeinde Polkowice (Polkwitz)                        | NS    |                                                                 | Lage |                          |
| Schloss Tepliwoda (Zamek w Ciepłowodach)                                                  | Ciepłowody (Tepliwoda)                                                                 | NS    |                                                                 | Lage Schlossruine |                          |
| Piastenturm Teschen (Wieża Piastowska w Cieszynie)                                        | Cieszyn (Teschen)                                                                      | OS    |                                                                 | Lage |                          |
| Habsburg-Schloss Teschen (Pałac Myśliwski w Cieszynie)                                    | Cieszyn (Teschen) \|                                                                   | OS    | Klassizismus                                                    | Lage |                          |
| Schloss Thomaswaldau (Pałac Tomaszów Bolesławiecki)                                       | Tomaszów Bolesławiecki (Thomaswaldau), Gemeinde Warta Bolesławiecka (Alt Warthau)      | NS    | Ruine                                                           | Lage |                          |
| Jagdschloss Tichau (Pałac Promniców w Tychach)                                            | Tychy (Tichau)                                                                         | OS    | Barock                                                          | Lage |                          |
| Schloss Tiefhartmannsdorf (Pałac Podgórki)                                                | Podgórki (Tiefhartmannsdorf), Gemeinde Świerzawa (Schönau an der Katzbach)             | NS    |                                                                 | Lage |                          |
| Schloss Thielau (Pałac Radomiłów)                                                         | Radomiłów (Thielau), Gemeinde Rudna (Raudten)                                          | NS    |                                                                 | Lage |                          |
| Schloss Tillowitz (Zamek Tułowice)                                                        | Tułowice (Tillowitz)                                                                   | OP    | Klassizismus                                                    | Lage |                          |
| Burg Tost (Zamek w Toszku)                                                                | Toszek (Tost)                                                                          | OS    |                                                                 | Lage |                          |
| Wohnturm Trachenberg (Wieza Kastellana w Żmigrodzie)                                      | Żmigród (Trachenberg)                                                                  | NS    | Wohnturm 13. Jh.                                                | Lage |                          |
| Schloss Trachenberg (Pałac Hatzfeldów w Żmigrodzie)                                       | Żmigród (Trachenberg)                                                                  | NS    | Rokoko-Klassizismus (Entwurf von Langhans)                      | Lage Palais Hatzfeld, Schlossruine |                          |
| Schloss Klein Tschirne (Pałac Czerna)                                                     | Czerna (Klein Tschirne), Gemeinde Żukowice (Herrndorf)                                 | NS    |                                                                 | Lage |                          |
| Schloss Turawa (Pałac Turawa)                                                             | Turawa                                                                                 | OP    | Barock                                                          | Lage |                          |
| Schloss Tworkau (Pałac Tworków)                                                           | Tworków (Tworkau)                                                                      | OS    | Barock                                                          | Lage Schlossruine |                          |
| Schloss Tworog (Pałac Tworóg)                                                             | Tworóg (Tworog)                                                                        | OS    | Klassizismus, 18. Jh.                                           | Lage |                          |
| Burg Tzschocha (Zamek Czocha)                                                             | Leśna (Marklissa)                                                                      | NS    | Renaissance                                                     | Lage |                          |
| Schloss Ujest (Zamek biskupów wrocławskich w Ujeździe)                                    | Ujazd (Ujest bei Kędzierzyn-Koźle)                                                     | OP    | Barock                                                          | Lage Schlossruine, ehem. Bischofsschloss                                                                                                 |                          |
| Schloss Ullersdorf (Pałac Ołdrzychowice)                                                  | Ołdrzychowice Kłodzkie (Ullersdorf) bei Kłodzko (Glatz)                                | NS    |                                                                 | Lage |                          |
| Burg Vogelsang (Zamek Wojaczów)                                                           | Wojaczów bei Grzędy (Konradswaldau) \|                                                 | NS    |                                                                 | Lage Reste einer Burgruine |                          |
| Schloss Wättrisch (Zamek Sokolniki)                                                       | Sokolniki bei Łagiewniki (Wättrisch bei Heidersdorf)                                   | NS    | Barock                                                          | Lage |                          |
| Schloss Waissak (Pałac w Wysokiej)                                                        | Wysoka (Waissak)                                                                       | OP    |                                                                 | Lage |                          |
| Schloss Waldenburg (Pałac Czettritz)                                                      | Wałbrzych (Waldenburg) \|                                                              | NS    | Renaissance                                                     | Lage Palais Czettritz |                          |
| Palais Alberti Waldenburg (Pałac Albertich w Wałbrzychu)                                  | Wałbrzych (Waldenburg)                                                                 | NS    | Klassizismus                                                    | Lage Entwurf von Carl Gotthard Langhans                                                                                                  |                          |
| Palais Tielsch Waldenburg (Pałac Tielschów Wałbrzych)                                     | Stary Zdrój (Altwasser), OT von Wałbrzych (Waldenburg)                                 | NS    |                                                                 | Lage |                          |
| Burg Waldstein (Zamek Lesna)                                                              | Szczytna (Rückers)                                                                     | NS    | Neogotik                                                        | Lage |                          |
| Schloss Groß Wandriß (Pałac Wądroże Wielkie)                                              | Wądroże Wielkie (Groß Wandriß) bei Jawor (Jauer)                                       | NS    |                                                                 | Lage |                          |
| Schloss Warmbrunn (Zamek Cieplice Śląskie-Zdrój)                                          | Cieplice Śląskie-Zdrój (Bad Warmbrunn)                                                 | NS    |                                                                 | Lage Palais Schaffgotsch |                          |
| Burg Wartha (Zamek w Bardzie)                                                             | Bardo (Wartha)                                                                         | NS    |                                                                 | Lage Reste einer Burgruine |                          |
| Jagdschloss Weichsel (Pałacyk Myśliwski Habsburgów)                                       | Wisła (Weichsel)                                                                       | OS    |                                                                 | Lage |                          |
| Schloss Weißholz (Pałac Białołęka)                                                        | Białołęka (Weißholz), Gemeinde Pęcław (Putschlau)                                      | NS    |                                                                 | Lage |                          |
| Schloss Welkersdorf (Pałac Rząsiny)                                                       | Rząsiny (Welkersdorf), Gemeinde Gryfów Śląski (Greiffenberg)                           | NS    |                                                                 | Lage |                          |
| Schloss Wendzin (Pałac Wędzina)                                                           | Wędzina bei Lubliniec (Wendzin bei Lublinitz)                                          | OS    |                                                                 | Lage |                          |
| Schloss Wernersdorf (Zamek Pakoszów)                                                      | Pakoszów (Wernersdorf), OT von Piechowice (Petersdorf)                                 | NS    |                                                                 | Lage Schloss mit Park, jetzt Schloss-Hotel                                                                                               |                          |
| Schloss Wiegschütz (Pałac Większyce)                                                      | Większyce (Wiegschütz bei Cosel)                                                       | OP    | Neogotik                                                        | Lage |                          |
| Schloss Wilcza (Pałac Wilcza)                                                             | Wilcza (Wilcza bei Gleiwitz)                                                           | OS    | Neogotik                                                        | Lage |                          |
| Schloss Wirrwitz (Pałac Wierzbice)                                                        | Wierzbice (Wirrwitz), Gemeinde Kobierzyce (Koberwitz)                                  | NS    |                                                                 | Lage |                          |
| Schloss Wlodowice (Pałac Włodowice)                                                       | Włodowice, Landkreis Zawiercie, historisch in Kleinpolen                               | OS    |                                                                 | Lage Ruine |                          |
| Schloss Wölfelsdorf (Pałac Wilkanów)                                                      | Wilkanów (Wölfelsdorf), Gemeinde Bystrzyca Kłodzka (Habelschwerdt)                     | NS    | Barock                                                          | Lage Schlossruine |                          |
| Burg Wogendrüssel (Zamek w Prudniku)                                                      | Prudnik (Neustadt O.S.)                                                                | OP    | Gotik                                                           | Lage 1255 auf der Prudnik Fluss erbaut, 1806 niedergebrannt, nur Burgturm erhalten                                                       |                          |
| Schloss Wohlau (Zamek w Wołowie)                                                          | Wołów (Wohlau)                                                                         | NS    | urspr. Barock, Umbau 19. Jh.                                    | Lage |                          |
| Schloss Wohnwitz (Pałac Wojnowice)                                                        | Wojnowice bei Środa Śląska (Wohnwitz, Gemeinde Nimkau bei Neumarkt)                    | NS    | Gotik-Renaissance                                               | Lage Wasserschloss |                          |
| Schloss Woinowitz (Pałac w Wojnowicach)                                                   | Wojnowice (Woinowitz, Gemeinde Kranowitz bei Ratibor)                                  | OS    | Neobarock-Klassizismus                                          | Lage |                          |
| Herrenhaus Zalenze (Dwór w Załężu)                                                        | Załęże (Zalenze)                                                                       | OS    | Neoklassizismus                                                 | Lage |                          |
| Zeisburg (Zamek Cisy)                                                                     | Cieszów (Zeisberg)                                                                     | NS    |                                                                 | Lage Burgruine |                          |
| Schloss Zembowitz (Pałac Zębowice)                                                        | Zembowitz (Zębowice)                                                                   | OP    |                                                                 | Lage Ruine |                          |
| Schloss Ziebendorf (Pałac Składowice)                                                     | Składowice (Ziebendorf), Gemeinde Lubin (Lüben)                                        | NS    |                                                                 | Lage |                          |
| Schloss Złoty Potok (Pałac Złoty Potok)                                                   | Złoty Potok bei Janów                                                                  | OS    | Klassizismus                                                    | Lage Palais Raczynsky |                          |
| Schloss Gorkau (Zamek Sobótka-Górka)                                                      | Sobótka (Zobten am Berge)                                                              | NS    | Neorenaissance                                                  | Lage |                          |
| Schloss Zyrowa (Pałac w Żyrowej)                                                          | Żyrowa (Zyrowa bei Krappitz)                                                           | OP    | Barock                                                          | Lage |                          |